# Pseudostenopsyche sugens
Pseudostenopsyche sugens är en nattsländeart som beskrevs av Doehler 1915. Pseudostenopsyche sugens ingår i släktet Pseudostenopsyche och familjen Stenopsychidae. Inga underarter finns listade i Catalogue of Life.